# Xynobius caelatus
Xynobius caelatus är en stekelart som först beskrevs av Alexander Henry Haliday 1837.  Xynobius caelatus ingår i släktet Xynobius och familjen bracksteklar. Arten är reproducerande i Sverige. Inga underarter finns listade i Catalogue of Life.